# Une frontière dans la jungle
Pour plus de détails, voir Fiche technique et Distribution.
Une frontière dans la jungle est un film documentaire français sorti en 2015, réalisé par Raphael Pellegrino et Frédéric Cristea.

## Synopsis
En juin 2015, le géographe François-Michel Le Tourneau, directeur de recherche au CNRS, mène une expédition en Guyane française. Il tente de rallier les sept bornes placées par l'IGN dans les années 1960 qui, d'est en ouest, déterminent la frontière théorique entre le plus grand département français et le Brésil. Ce parcours de 320 kilomètres dans la forêt équatoriale est une première dans le monde. L'objectif de la mission est d'améliorer le tracé de cette frontière. Il est escorté par des légionnaires du 3e régiment étranger d'infanterie, spécialisé dans les opérations en forêt. Le botaniste anglais William Milliken peut faire des prélèvements pour étudier la flore tropicale de cette région isolée.

## Production et tournage
Ce film a été produit par la société Puzzle Medias en 2015.
Les conditions de tournage de ce documentaire ont été particulièrement éprouvantes pour les deux réalisateurs. L'expédition a duré 52 jours, totalisé 385 kilomètres de marche pour un dénivelé positif total de 18 000 mètres. Les trois premiers jours ont permis de rallier en pirogue la borne 0, aussi appelée point de trijonction, située aux frontières communes de la Guyane française, du Suriname et du Brésil.
Il a valu aux deux réalisateurs et au géographe François-Michel Le Tourneau de recevoir la distinction « Éclaireur en Jungle » décernée par le colonel Alain Walter, commandant du 3e régiment étranger d'infanterie de la Légion étrangère.
Le film Une frontière dans la jungle, la version CNRS du documentaire, n'est pas accessible en ligne. Un autre montage du film réalisé pour l'armée sous le titre Légion étrangère : 50 jours en jungle, la mission de tous les dangers est disponible publiquement sur YouTube. Le géographe François-Michel Le Tourneau y reste mentionné comme l'initiateur du projet.

## Distinctions
- Festival international du film maritime, d'exploration et d'environnement de Toulon 2018 : prix de la Marine Nationale[3]